# Alex niasica
Alex niasica là một loài bướm đêm trong họ Geometridae.